# Miron Muslić
Miron Muslić (* 14. September 1982 in Bihać, SR Bosnien und Herzegowina, SFR Jugoslawien) ist ein ehemaliger bosnisch-österreichischer Fußballspieler und nunmehriger -trainer. Er ist Cheftrainer des FC Schalke 04.

## Privates
Muslić stammt aus einer Familie bosnischer Muslime. Er wurde in Bihać geboren und flüchtete mit seiner Familie im Alter von neun Jahren aufgrund des Bosnienkrieges nach Österreich. Dort wuchs er fortan in Tirol auf. Im Jahr 2003 erwarb Muslić im Alter von 21 Jahren die österreichische Staatsbürgerschaft per Einbürgerung.
Muslić hat drei Kinder. Er spricht Bosnisch (Muttersprache), Deutsch, Englisch und Französisch.

## Spielerkarriere
Muslić begann 1994 als Zwölfjähriger im Nachwuchs des FC Wacker Innsbruck mit dem Fußballspielen. Nach dessen Auflösung spielte er ab 1999 beim FC Tirol Innsbruck. Im Oktober 2000 wechselte er zum Zweitligisten SV Wörgl. Sein Debüt für Wörgl in der zweiten Liga gab er im März 2001, als er am 24. Spieltag der Saison 2000/01 gegen den First Vienna FC in der Halbzeitpause für Markus Unterrainer eingewechselt wurde.
Zur Saison 2002/03 wechselte Muslić nach Kroatien zum NK Novalja. Nach einer Saison im Ausland kehrte er 2003 zu Wörgl zurück. Im September 2003 erzielte er bei einem 2:2-Remis gegen den BSV Juniors Villach sein erstes Zweitligator. Mit Wörgl musste er 2005 aus der zweithöchsten Spielklasse absteigen.
Daraufhin wechselte er zur Saison 2005/06 zum Regionalligisten SVG Reichenau, für den er 18 Spiele absolvierte. Im Sommer 2006 schloss er sich dem Ligakonkurrenten SV Hall an. Für Hall erzielte er in der Saison 2006/07 in 29 Spielen in der Regionalliga West 21 Tore. Zur Saison 2007/08 wechselte er zum Bundesligisten SV Ried. Sein Debüt in der Bundesliga gab er im Juli 2007, als er am dritten Spieltag jener Saison gegen den SK Austria Kärnten in der 83. Minute für Jovan Damjanović eingewechselt wurde.
Nach vier Spielen in der Bundesliga wechselte Muslić in der Winterpause der Saison 2007/08 zum Regionalligisten SV Gmunden. Mit Gmunden stieg er zu Saisonende in die OÖ Liga ab. Zur Saison 2010/11 schloss er sich dem Ligakonkurrenten ATSV Sattledt an. Mit Sattledt stieg er 2012 aus der vierthöchsten Spielklasse ab. Daraufhin schloss er sich im Sommer 2012 der fünftklassigen Union Weißkirchen an, mit der er 2014 in die OÖ Liga aufstieg. Nachdem er in der Saison 2012/13 mit 24 Toren in 26 Spielen noch den zweiten Platz in der Torschützenliste belegt hatte, wurde er 2013/14 mit 31 Treffern in 24 Meisterschaftseinsätzen überlegen Torschützenkönig der fünftklassigen Landesliga Ost.
Zur Saison 2015/16 kehrte er zur SV Ried zurück, wo er sich der Amateurmannschaft anschloss. Nach der Saison 2016/17 beendete er seine Karriere als Aktiver.

## Trainerkarriere
Muslić fungierte 2014 als Co-Trainer von Alfred Olzinger bei der Union Weißkirchen. Ab der Saison 2015/16 war er neben seiner Tätigkeit als Spieler auch Co-Trainer von Thomas Weissenböck bei den Amateuren der SV Ried.
Ab der Saison 2017/18 trainierte er die U-18-Akademiemannschaft der Rieder. Im April 2018 wurde er Co-Trainer von Weissenböck bei den Profis der Rieder. Zudem übernahm er zur Saison 2018/19 die Amateure von Ried als Cheftrainer.
Nach dem Rücktritt von Weissenböck im November 2018 übernahm Muslić die SV Ried für ein Spiel interimistisch als Cheftrainer. Im Dezember 2018 gab er seine Tätigkeit als Trainer der Amateure auf um nur noch als Co-Trainer zu arbeiten. Nach der Saison 2018/19 verließ er die Profis und kehrte in die Akademie zurück.
Zur Saison 2020/21 wurde er Trainer des Zweitligisten Floridsdorfer AC. Zum 1. Jänner 2021 kehrte Muslić nach Ried zurück und wurde Cheftrainer des inzwischen in der Bundesliga spielenden Vereins. Nach zehn Spielen als Trainer der Rieder trat er im März 2021 zurück, die Oberösterreicher holten in diesem Zeitraum lediglich drei Punkte und blieben sieglos.
Im Oktober 2021 wurde Muslić in Belgien Co-Trainer von Yves Vanderhaeghe bei Cercle Brügge. Auch unter dessen Nachfolger Dominik Thalhammer blieb er in Brügge. Nach dessen Entlassung im September 2022 wurde Muslic zum Cheftrainer befördert. Ende November 2022 verlängerte der Verein seinen Vertrag bis zum Ende der Saison 2023/24. In dieser führte er das Team zwar in den Europacup, wurde jedoch im Dezember 2024 auf dem vorletzten Tabellenplatz liegend entlassen.
Im Jänner 2025 wurde Muslić als Nachfolger von Wayne Rooney Cheftrainer beim englischen Zweitligisten Plymouth Argyle. Der Klub befand sich zum Zeitpunkt der Übernahme auf dem letzten Tabellenplatz mit drei Punkten Rückstand auf den ersten Nichtabstiegsplatz. Am Ende der Saison 2024/25 stieg der Verein in die EFL League One ab. Für Aufsehen sorgte sein Team unterdessen, indem es den späteren englischen Meister FC Liverpool in der vierten Hauptrunde des FA Cups besiegte und in der folgenden Runde bei der 1:3-Niederlage gegen Manchester City zur Halbzeit führte.
Zur Saison 2025/26 übernahm Muslić den deutschen Zweitligisten FC Schalke 04. Er unterschrieb einen Vertrag bis zum 30. Juni 2027.